# پشته اقیانوس آرام-جنوبگان

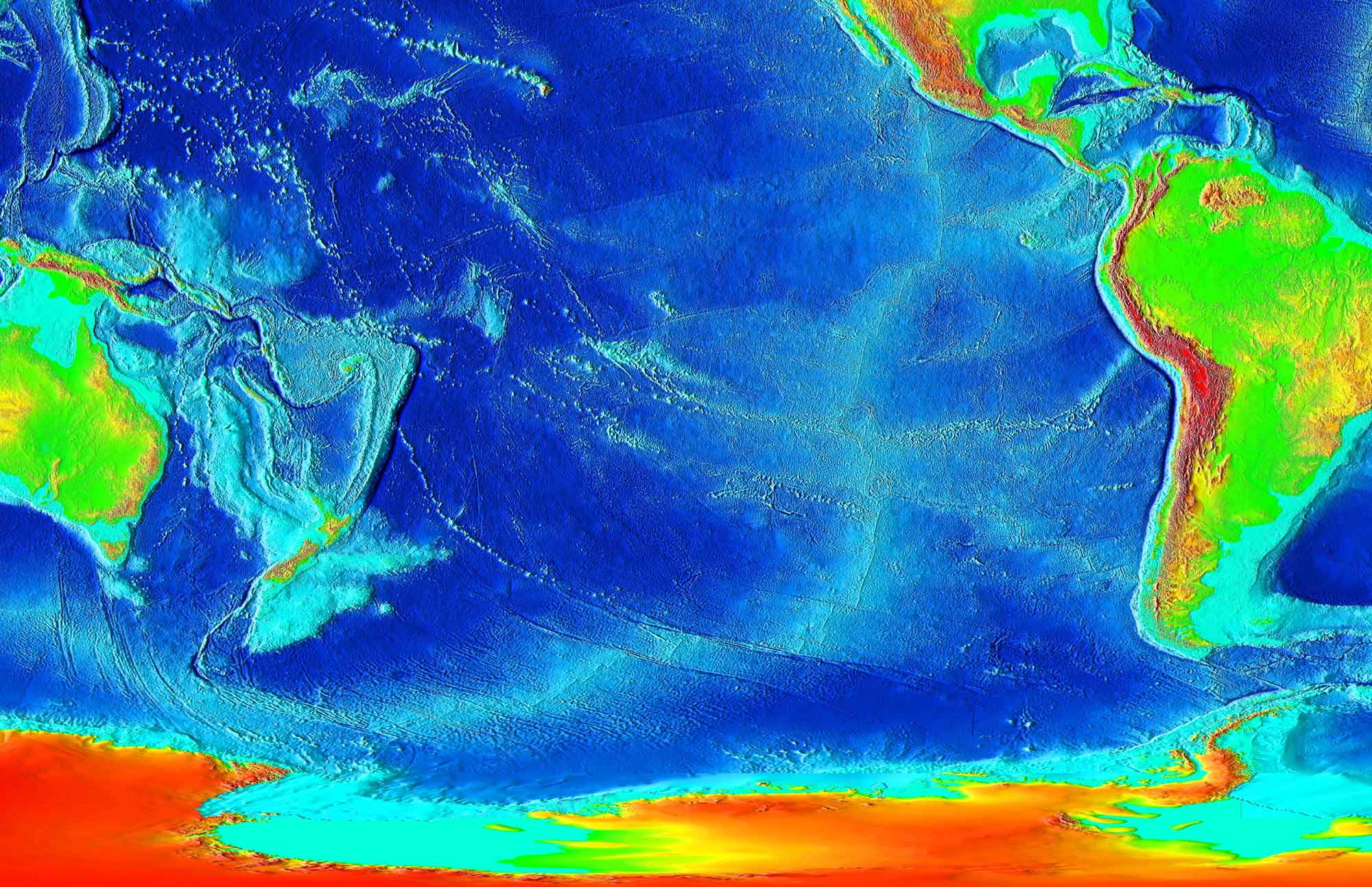
پشته اقیانوس آرام-جنوبگان امتداد جنوبی خیز شرقی اقیانوس آرام است.

پشته اقیانوس آرام-جنوبگان (انگلیسی: Pacific-Antarctic Ridge) مرز واگرای صفحه زمین‌ساختی است که در جنوب اقیانوس آرام قرار دارد و صفحه اقیانوس آرام را از صفحه جنوبگان جدا می‌سازد. گاهی این پشته به عنوان بخش جنوبی خیز شرقی اقیانوس آرام به‌شمار می‌رود.